# Bénifontaine
Bénifontaine település Franciaországban, Pas-de-Calais megyében. Lakosainak száma 337 fő (2022. január 1.). Bénifontaine Wingles, Hulluch, Loos-en-Gohelle és Vendin-le-Vieil községekkel határos.

## Népesség
A település népességének változása:
| Lakosok száma | 367  | 359  | 363  | 356  | 355  | 356  | 350  | 343  | 337  |
|               | 2013 | 2015 | 2016 | 2017 | 2018 | 2019 | 2020 | 2021 | 2022 |